# Qubit de fase

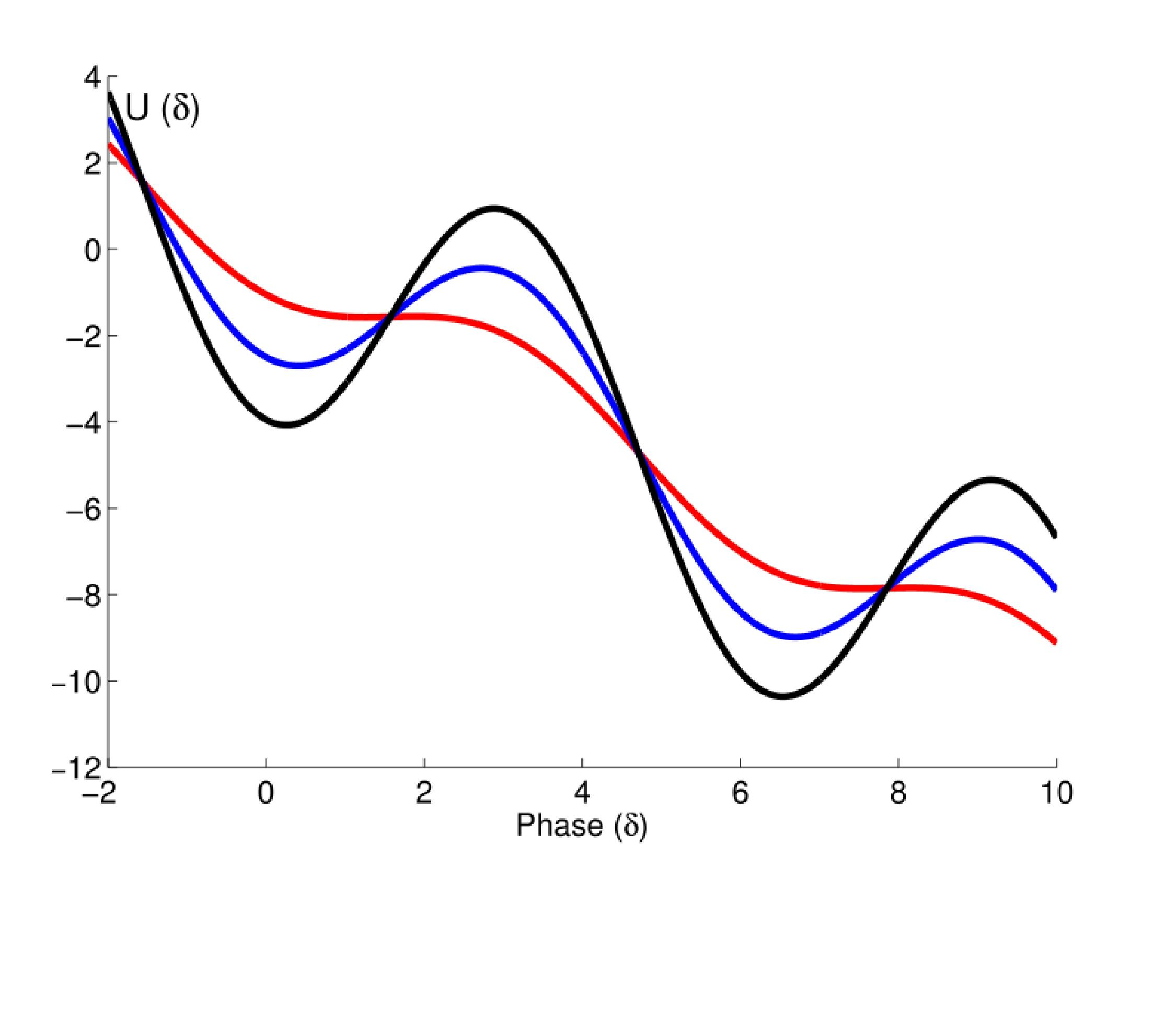
Potencial dins d'un Josephson Junction.

En computació quàntica, i més específicament en computació quàntica superconductora, el qubit de fase és un dispositiu superconductor basat en la unió Josephson superconductor-aïllant-superconductor (SIS) dissenyat per funcionar com un bit quàntic, o qubit.

Esquema del circuit d'un qubit de fase.

El qubit de fase està estretament relacionat, però diferent del qubit de flux i el qubit de càrrega, que també són bits quàntics implementats per dispositius superconductors. La principal distinció entre els tres és la relació entre l'energia de Josephson i l'energia de càrrega (l'energia necessària perquè un parell de Cooper carregui la capacitat total del circuit):
- Per al qubit de fase, aquesta relació és de l'ordre de 106, la qual cosa permet un corrent de polarització macroscòpica a través de la unió;
- Per al qubit de flux és de l'ordre de 10, que permet supercorrents mesoscòpics (típicament ~300 nA[4]);
- Per al qubit de càrrega és inferior a 1 i, per tant, només uns quants parells de Cooper poden travessar i carregar la caixa de parells de Cooper. Tanmateix, el transmon pot tenir una energia de càrrega molt baixa a causa de la gran capacitat de derivació i, per tant, tenir aquesta relació de l'ordre de 10 ~ 100.[5]

Un qubit de fase és una unió Josephson polaritzada pel corrent, operada en estat de tensió zero amb una polarització de corrent diferent de zero.
Una unió de Josephson és una unió de túnel feta de dues peces de metall superconductor separades per una barrera aïllant molt prima, aproximadament 1 nm de gruix. La barrera és prou prima perquè els electrons, o en estat superconductor, els electrons aparellats de Cooper, puguin travessar la barrera a un ritme apreciable. Cadascun dels superconductors que formen la unió de Josephson es descriu mitjançant una funció d'ona macroscòpica, tal com descriu la teoria de Ginsburg-Landau per als superconductors. La diferència en les fases complexes de les dues funcions d'ona superconductores és la variable dinàmica més important per a la unió de Josephson, i s'anomena diferència de fase. {\displaystyle \delta }, o simplement "fase".